# Leo Tindemans
Leonard Clemence „Leo“ Tindemans (16. dubna 1922 – 26. prosince 2014) byl belgický křesťansko-demokratický politik.

## Politická kariéra
Byl představitelem strany Křesťanskodemokratické a vlámské strany (Christen-Democratisch en Vlaams). V letech 1974–1978 byl premiérem Belgie. V letech 1968–1972 byl ministrem regionů, 1972–1973 ministrem zemědělství, 1973–1974 ministrem rozpočtu, 1981–1989 ministrem zahraničních věcí. Byl historicky prvním předsedou Evropské lidové strany (1976–1985). V letech 1979–1981 a 1989–1999 byl poslancem Evropského parlamentu. V letech 1965–1973 byl starostou města Edegem. Roku 1976 obdržel Cenu Karla Velikého.
Jako ministr odpovědný za problematiku regionů připravil novelu belgické ústavy, která z Belgie učinila důsledně federální stát. Jako premiér vedl dva kabinety, ten první byl menšinový s liberály, druhý se socialisty a vlámskými nacionalisty.

## Externí odkazy

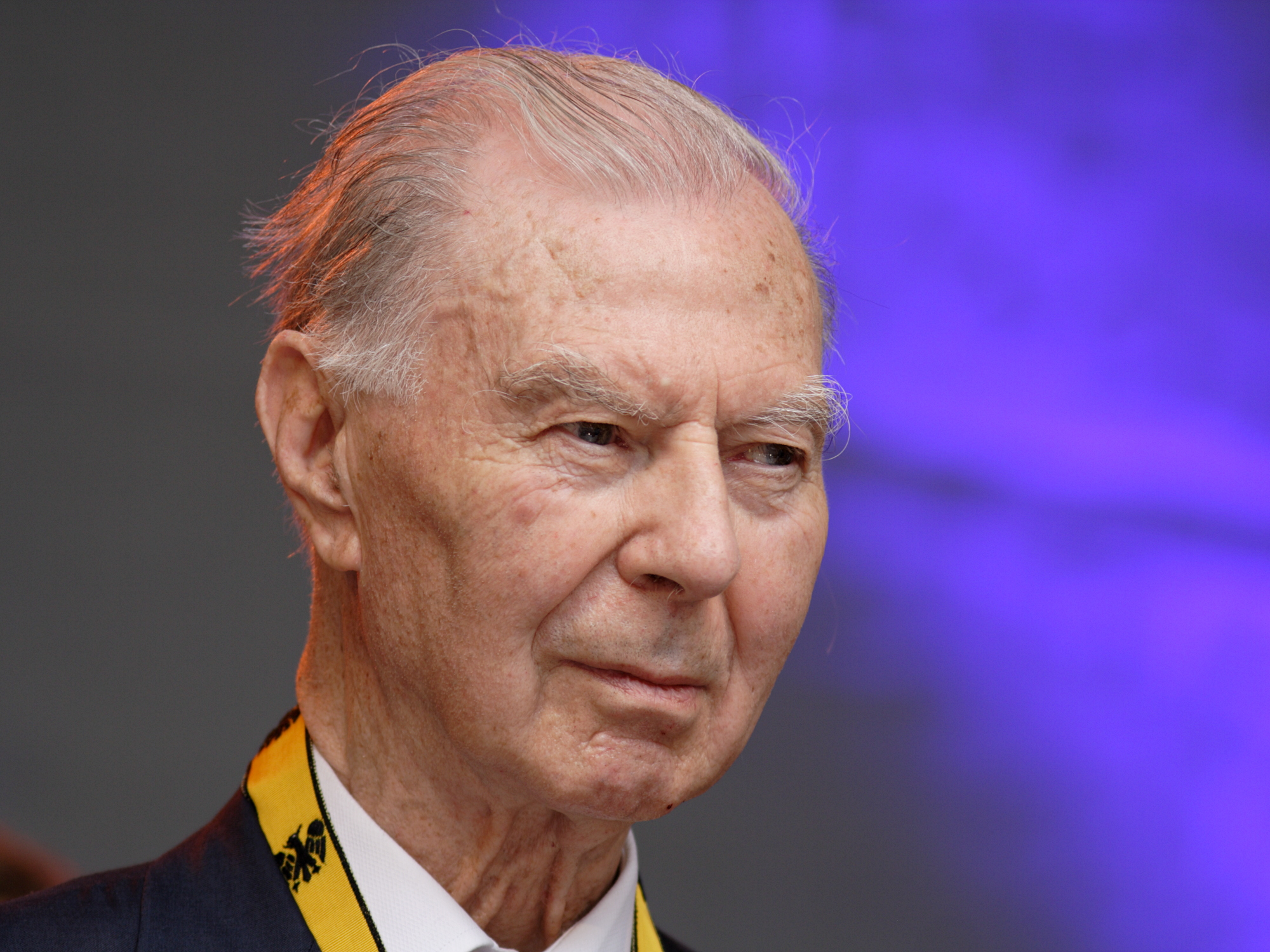
Leo Tindemans